# 6ª Divisione fanteria "Cuneo"
La 6ª Divisione fanteria "Cuneo" fu una grande unità di fanteria del Regio Esercito durante la seconda guerra mondiale.

## Storia
Le origini risalgono alla Brigata "Cuneo" dell'Armata Sarda, costituita il 25 ottobre 1831 dal 1º e 2º Reggimento fanteria. In applicazione della legge dell'11 marzo 1926 sull'ordinamento del Regio Esercito, che aboliva il livello ordinativo di brigata e le convertiva in divisioni su base ternaria, il 1º novembre dello stesso anno si trasforma in VI Brigata di fanteria, basata sui 7º Reggimento fanteria "Cuneo", l'8º Reggimento fanteria "Cuneo" ed il 67º Reggimento fanteria "Palermo", che successivamente, con il 27º Reggimento artiglieria divisionale, forma la 6ª Divisione militare territoriale di Milano. Dopo essere stata rinominata Divisione di fanteria "Legnano" nel 1934, il 24 maggio 1939 si costituisce la 6ª Divisione di Fanteria "Cuneo", basata sui reggimenti 7º e 8º fanteria e 27º artiglieria.

### Seconda guerra mondiale
Il 10 giugno 1940 è sul fronte alpino occidentale come riserva di Corpo d'armata sulla linea Limonetto-Limone Piemonte-Robilante. All'inizio delle operazioni, il 21 giugno si porta Briga Marittima-Tenda-San Dalmazzo di Tenda, coprendo la 3ª Divisione fanteria "Ravenna" ma non prende parte alle operazioni per il sopraggiungere dell'Armistizio di Villa Incisa del 24 dello stesso mese. Il 28 dicembre 1940 la divisione sbarca a Valona e si porta sul confine greco-albanese: il 7º Reggimento si schiera in Val Shushitza aggregata alla Divisione Alpina Speciale, mentre l'8° si trasferisce a Berat con l'VIII Corpo d'Armata; rientreranno entrambi nei ranghi della divisione solo a febbraio 1941. Nel frattempo il comando divisionale assume il controllo di altri reparti, con i quali, tra il 28 dicembre ed il 31 gennaio, si oppone ai greci sul passo Llogora, bloccandone l'avanzata verso Valona. Il 14 aprile la divisione, con i suoi reparti organici, passa all'offensiva su tutto il settore, travolgendo le difese costiere tra Himara, Spilea e Porto Palermo. Il 19 aprile avanza verso Piqerasi, per poi conquistare Saranda sia via terra, sia via mare con unità della divisione sbarcate dalla Regia Marina. Il 23 aprile si attesta a Konispol. Finite le operazioni di guerra, la divisione viene dislocata prima a Igumenizza e Paramythia, in Epiro, e poi a Missolungie Wasiliki. A luglio viene inserita nel Comando FF.AA. Egeo ed assegnata al presidio delle isole Cicladi di Samo (sede del comando), Nasso e Nicaria, dove svolge attività di presidio e difesa costiera fino all'8 settembre. Dal 9 settembre alla fine di novembre partecipa con reparti inglesi e partigiani greci alla difesa delle isole dalle forze tedesche, per poi ripiegare, dal 21 novembre, su Kuşadası in Turchia. Il personale viene internato dagli Alleati a El Burreij, vicino Gaza, in Palestina.
I nomi di tre appartenenti alla divisione Cuneo figurano nell'elenco CROWCASS (Central Registry of War Criminals and Security Suspects) (1947) delle persone ricercate dalla Grecia per crimini di guerra.

## Ordine di battaglia: 1940

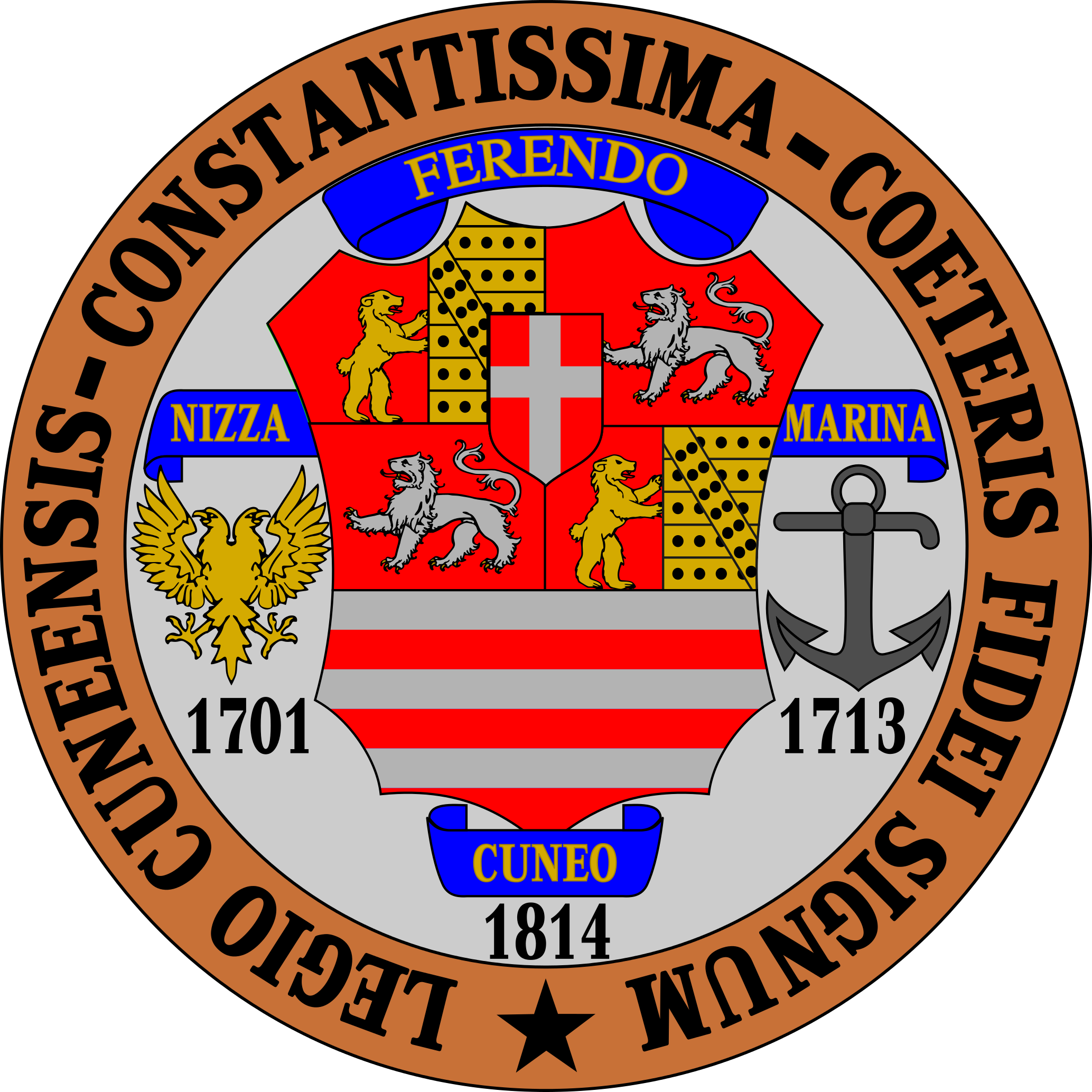
Stemma araldico dell'8° Rgt.fanteria "Cuneo", 1939

- Vicecomandante della divisione: Generale di brigata Pier Domenico Mazzari (dal 1º settembre 1939)
- 7º Reggimento fanteria "Cuneo"
- 8º Reggimento fanteria "Cuneo"
- 27º Reggimento artiglieria "Cuneo"
- 6ª Compagnia mortai da 81
- 6ª Compagnia cannoni da accompagnamento da 47/32 Mod. 1935
- 24ª Compagnia genio artieri
- 6ª Compagnia mista telegrafisti/marconisti

## Ordine di battaglia: 1943
Comandante della fanteria divisionale - Generale di brigata Eugenio Pejrolo
- 7º Reggimento fanteria "Cuneo"
- 8º Reggimento fanteria "Cuneo"
- 24ª Legione CC.NN. (dal 1941)
  - XXIV Battaglione CC.NN.
  - XXV Battaglione CC.NN.
- 27º Reggimento artiglieria "Cuneo"
- 6ª Compagnia mortai da 81
- 6ª Compagnia cannoni da accompagnamento da 47/32
- 24ª Compagnia genio artieri
- 6ª Compagnia mista telegrafisti/marconisti

## Comandanti 1939-1944
- Gen. D. Carlo Melotti (16 novembre 1939 – 30 gennaio 1942)
- Col. Giovanni Marioni (int.)
- Gen. D. Pietro Maggiani (12 febbraio 1942 – 15 gennaio 1943)
- Gen. D. Mario Soldarelli (16 gennaio – 22 novembre 1943)
- Col. Umberto Donadoni (int.)
- Col. Giovanni Ferrari (int.)